# Thomas Symons
Thomas Henry Bull Symons (Toronto, 30 de mayo de 1929-1 de enero de 2021) fue un profesor y autor canadiense, especializado en el campo de los estudios canadienses.

## Biografía
Nacido en Toronto, Ontario, era hijo de Harry Lutz Symons y Dorothy Sarah Bull, y hermano de Scott Symons. Asistió al Upper Canada College hasta 1942 y se graduó de las escuelas de la Universidad de Toronto. Posteriormente estudió en la Universidad de Toronto (BA 1951), Oxford (BA 1953, MA 1957) y  la Universidad de Harvard.
Fue el presidente fundador de la Universidad de Trent, y se desempeñó como presidente y vicerrector de 1961 a 1972. Se desempeñó como presidente de la Comisión de Derechos Humanos de Ontario de 1975 a 1978.
Entre 1980 y 1986 ocupó el cargo de presidente de la junta directiva de United World Colleges durante dos períodos de tres años.
Fue el presidente del Servicio de Policía Comunitaria de Peterborough Lakefield.
El 17 de agosto de 1963 se casó con Christine Ryerson. Tuvieron tres hijos: Mary, Ryerson y Jeffery.
Sus contribuciones al liderazgo universitario, estudios canadienses, estudios de la Commonwealth, United World Colleges, la Asociación de Universidades de la Commonwealth y otros campos se discutieron en Tom Symons: A Canadian Life, publicado por la University of Ottawa Press. Su liderazgo en universidades y en Estudios de la Commonwealth se discutió en Donald Markwell, "Instincts to Lead": On Leadership, Peace, and Education (Connor Court, 2013).

## Trabajos
- Meta Incognita: Un discurso de descubrimiento - Expediciones árticas de Martin Frobisher, 1576-1578 (1999)
- Para conocernos a nosotros mismos: el informe de la comisión de estudios canadienses (1975)

## Honores
- En 1976 fue nombrado Oficial de la Orden de Canadá y fue ascendido a Compañero en 1997.
- En 1977 fue nombrado miembro de la Royal Society of Canada.[9]
- En 1981 recibió un doctorado honorario de la Universidad de Concordia.
- En 1984 recibió el Premio al Mérito de la Asociación de Estudios Canadienses.
- En 1998 recibió el Premio Internacional de Estudios Canadienses del Gobernador General.
- En 2002 recibió la Orden de Ontario.
- En 2012 fue nombrado Caballero de la Orden de San Silvestre.
- En 2012 recibió la Medalla Jubileo de Diamante de la Reina Isabel II.
- Es miembro honorario del Oriel College de Oxford.[10]